# Praia da Guarda do Embaú
Guarda do Embaú, vista a partir de um banco na praça do balneário.

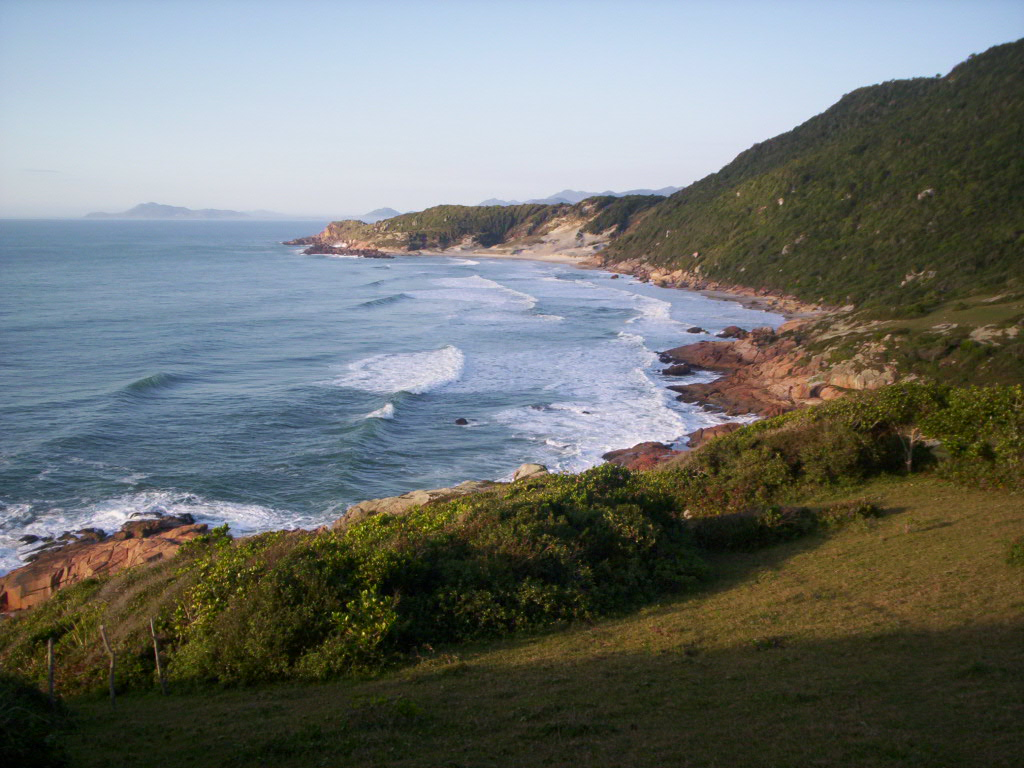
Uma das praias entre Guarda do Embaú e Pinheira vista desde o morro.

A Guarda do Embaú é uma praia localizada na divisa entre os municípios de Palhoça e Paulo Lopes no estado brasileiro de Santa Catarina, 46 km ao sul de Florianópolis. A Guarda é a nona Reserva Mundial de Surf e a primeira do Brasil.
Para ter acesso a sua praia é necessário atravessar o rio da Madre, divisa geográfica entre os municípios de Paulo Lopes e Palhoça. Apesar de ser associada a Palhoça, a praia em si, por ser ao sul do rio da Madre, fica em Paulo Lopes, enquanto a vila da Guarda, pequeno conjunto urbano adjacente à praia, fica de fato no território da Palhoça, ao norte do rio. O balneário está localizado no Parque Estadual da Serra do Tabuleiro e conta com aproximadamente 1000 moradores, entre comerciantes, artesãos, pescadores e surfistas.
Além do surf e do turismo como fontes de economia, tem na tradicional pesca artesanal da tainha, entre os meses de maio e julho, outra fonte de renda.

## História
Pequena comunidade de pescadores e agricultores que a partir do início da década de 70 foi descoberta pelos surfistas, sendo considerada desde então como uma das dez melhores ondas para a prática do esporte no Brasil.
Conforme os nativos da região, o nome surgiu pelo fato de que, séculos atrás, um navio pirata que navegava pela região ali naufragou. Como os piratas possuíam tesouros, se viram obrigados a enterrá-los guardados em baú nessa costa. Com o passar do tempo, foi sendo criada a história de que havia tesouros enterrados guardados em baú na região, o que acabou dando origem ao nome atual da localidade.
Embau, no entanto, é de origem tupi-guarani, linguagem falada pelos índios carijós, que habitavam o litoral de Santa Catarina. Conforme o dicionário de tupi-guarani, existem 3 possibilidades para o significado de embaú: 1) emba-u = o beber da bica, a bica; 2) mbá-u = a última aguada; 3) mbaú = a comida, a bebida. 
Foi aprovada oficialmente, no dia 27 de outubro de 2016 pelo Conselho Visional das Reservas Mundiais de Surf (World Surfing Reserve - WSR) e a Save the Waves Coalition, com sede na Califórnia, como a nona Reserva Mundial de Surf (RMS), sendo a primeira do Brasil.
A iniciativa da candidatura foi da Associação de Surfe e Preservação da Guarda do Embaú (ASPG), que desde 2013 buscava a inclusão da praia na prestigiada rede de Reservas Mundiais de Surf. O programa da Save the Waves Coalitioan existe desde 2009 e tem como parceiros a International Surfing Association (ISA), a National Surfing Reserves Australia (NSR) e a Center for ResponsibleTravel (CREST), de Stanford (USA). 
Esta situada numa restinga, onde desemboca o rio da Madre, considerado pela Resolução 357/2005 do Conselho Nacional do Meio Ambiente (Conama) como de classe "especial" e está localizada na confluência de três unidades de proteção ambiental: o Parque Estadual da Serra do Tabuleiro; a Área de Proteção Ambiental (APA) do Entorno Costeiro e a APA da Baleia Franca, áreas estas tombadas pela Unesco como Reserva da Biosfera da Mata Atlântica.

## Galeria

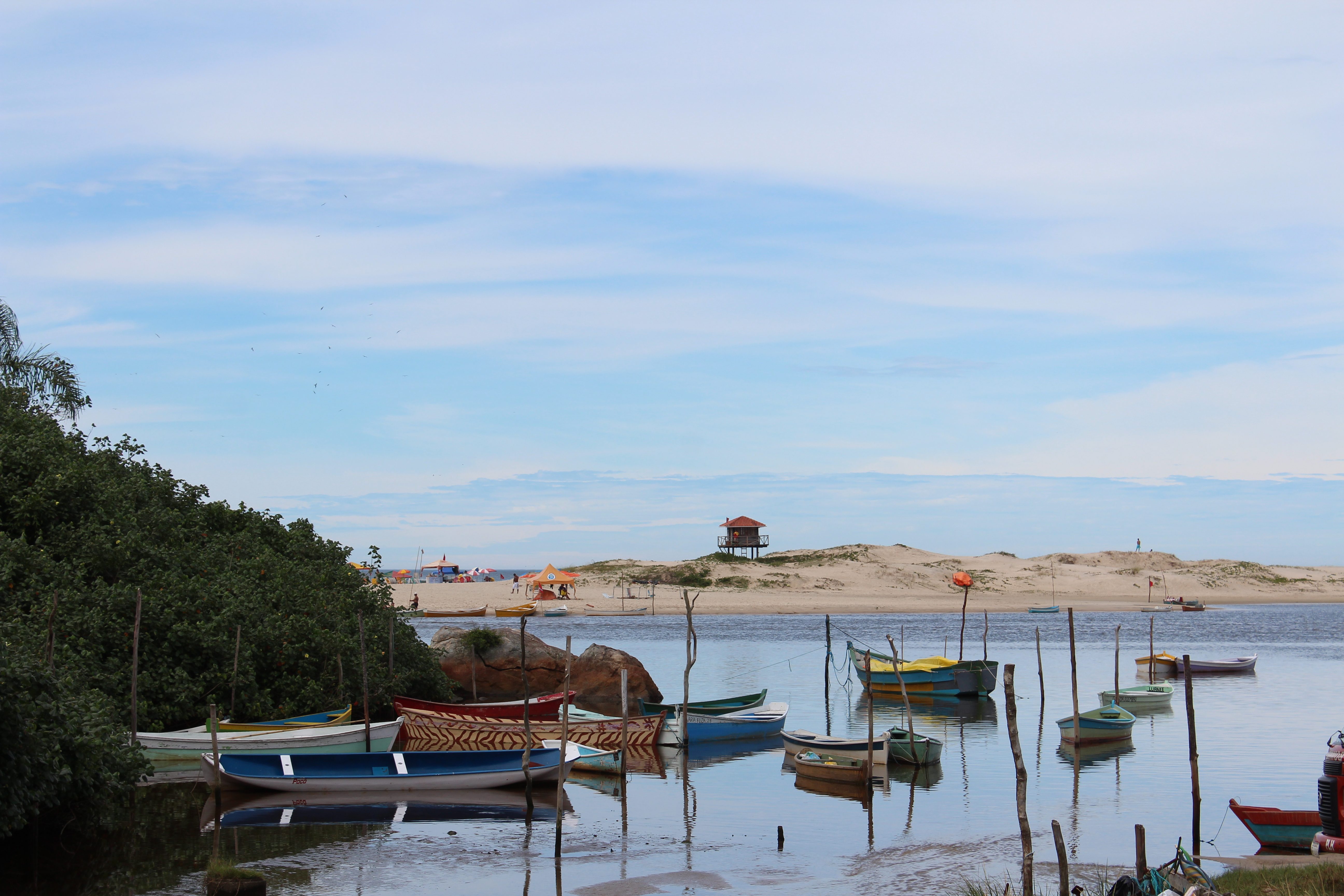
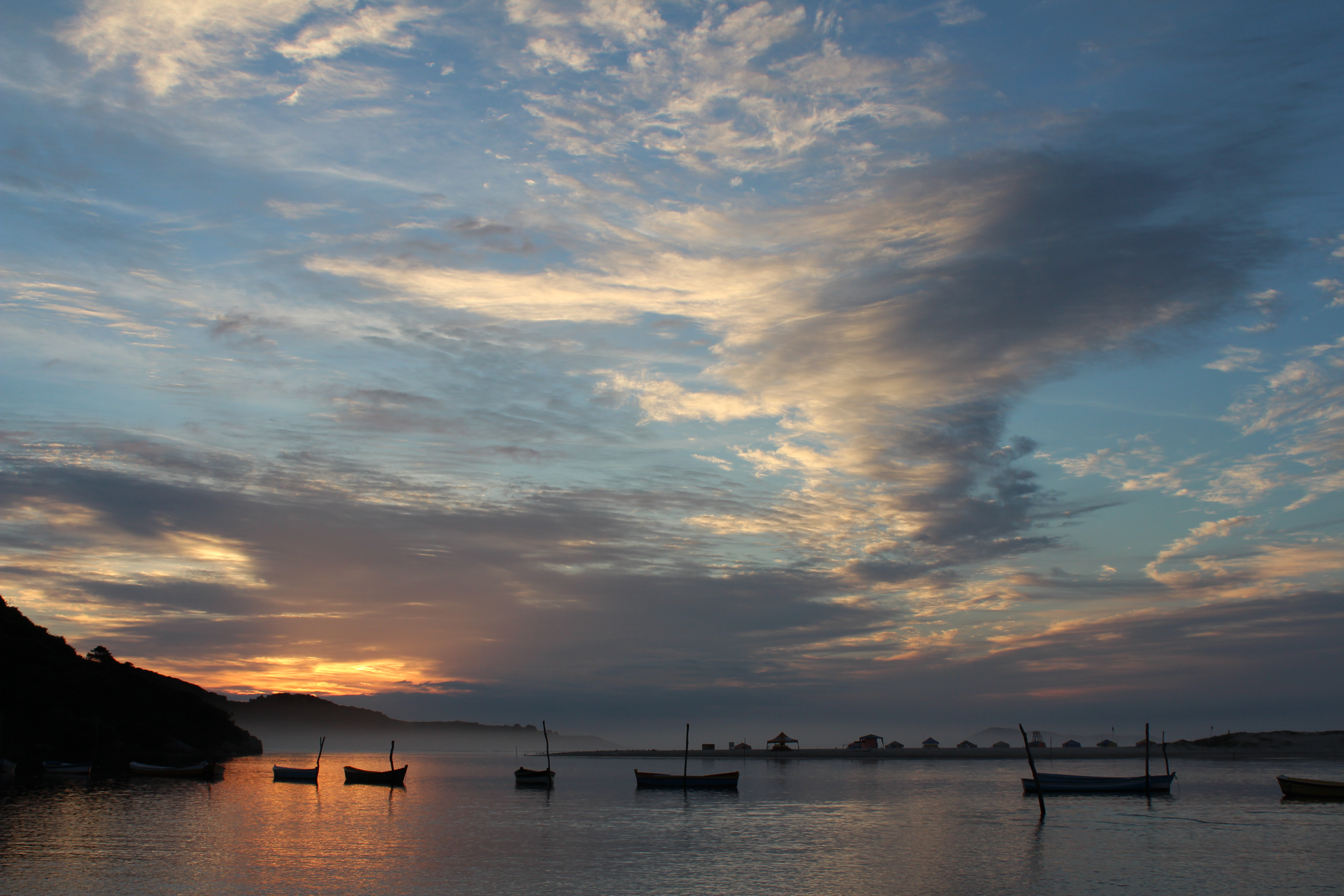
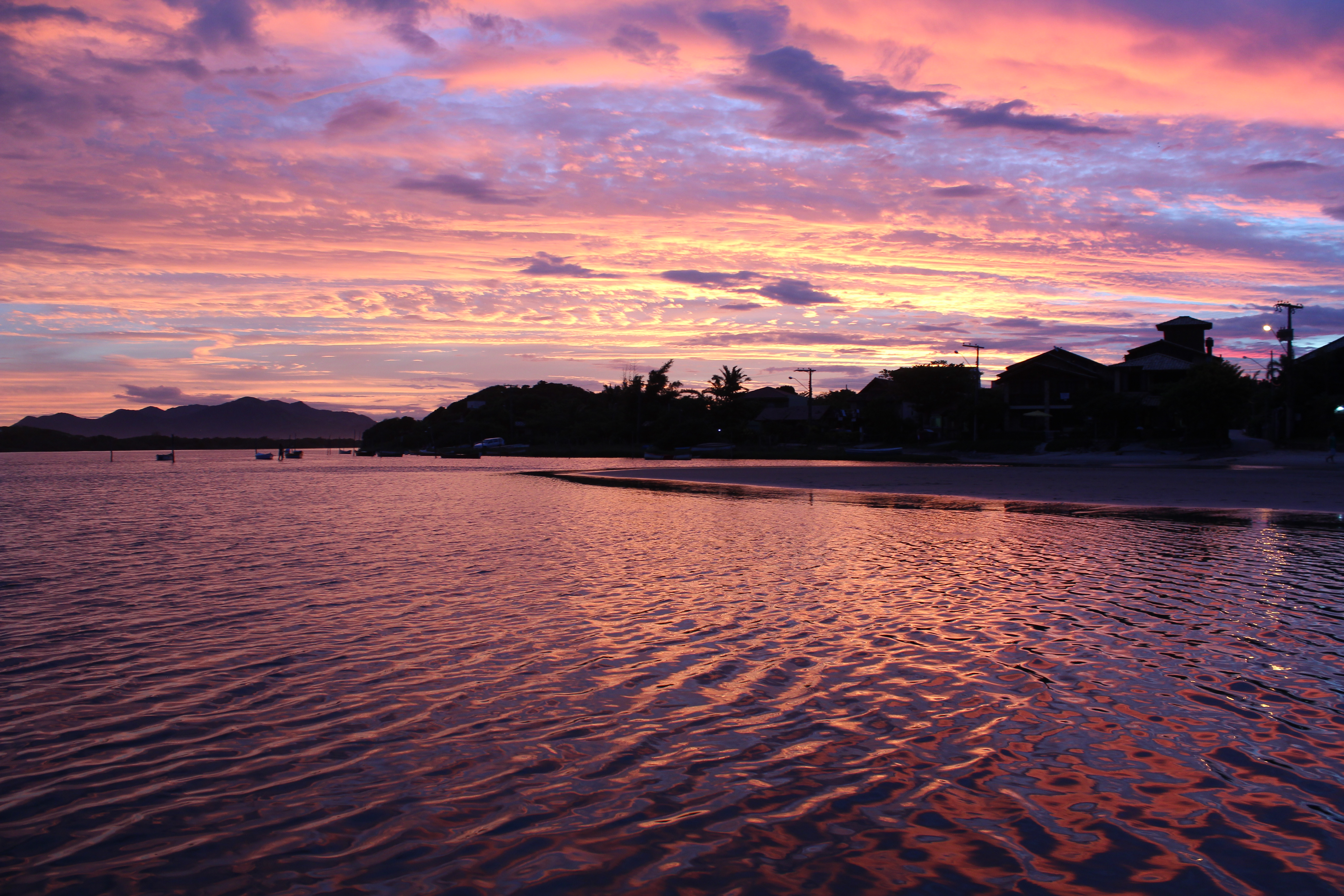
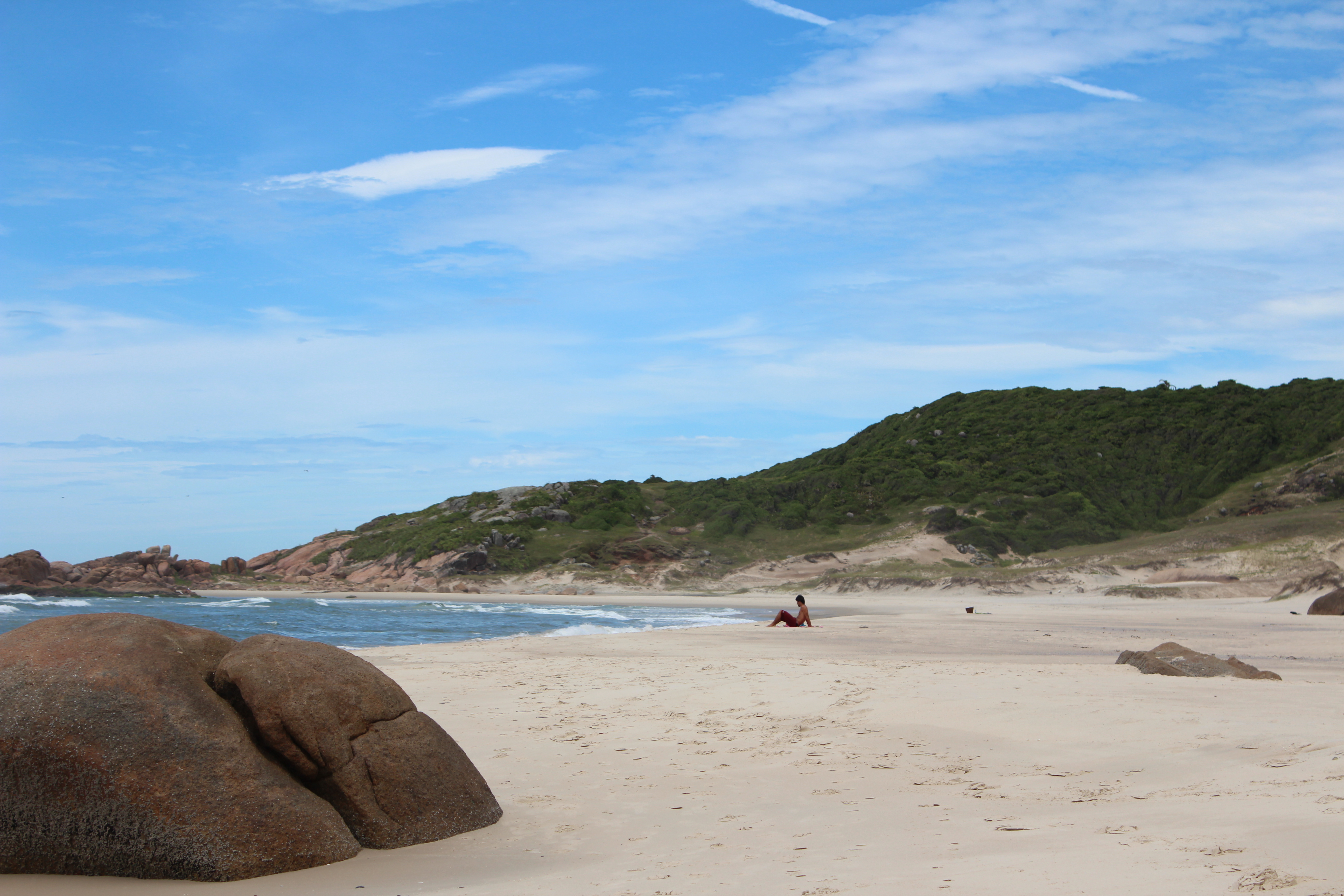
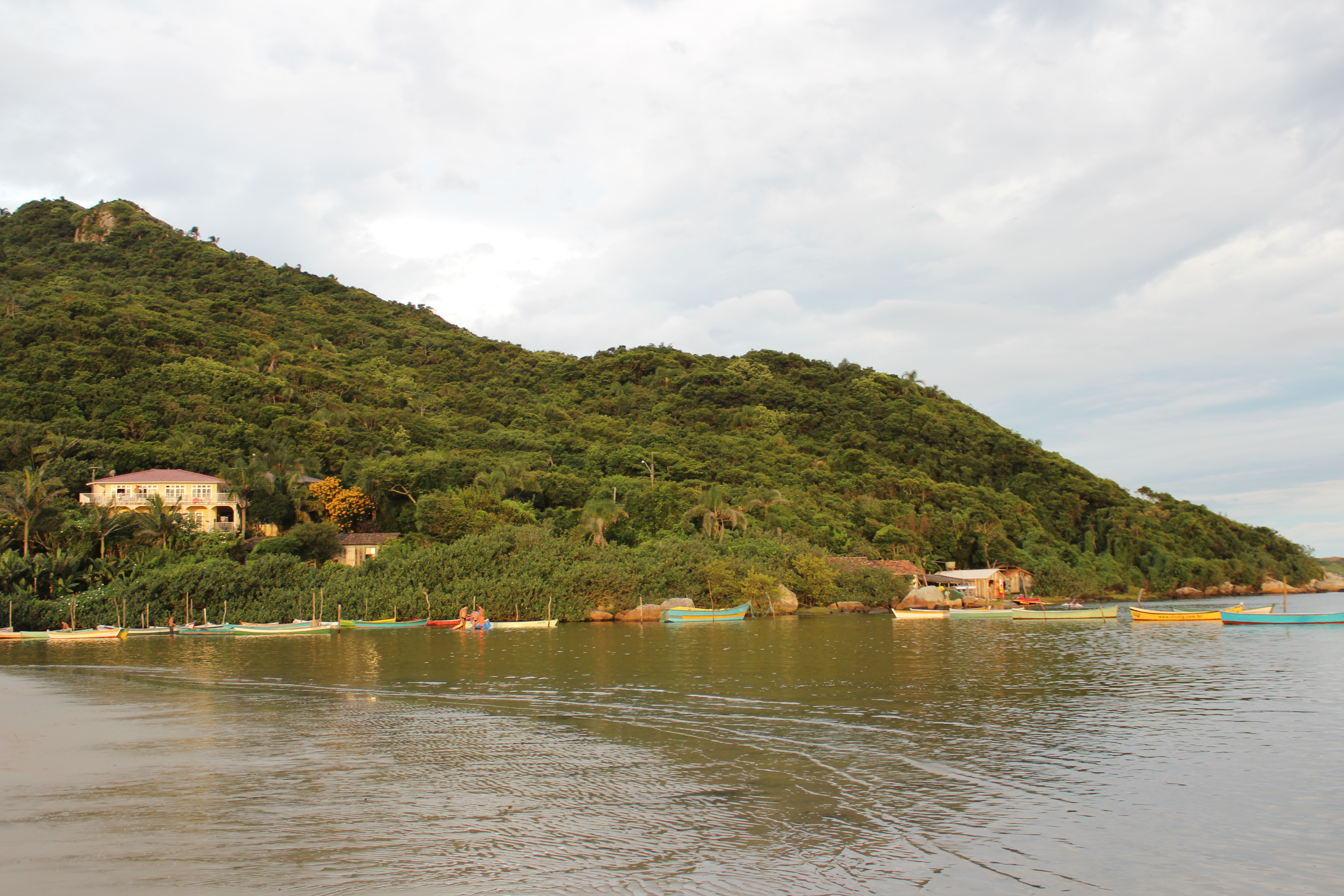
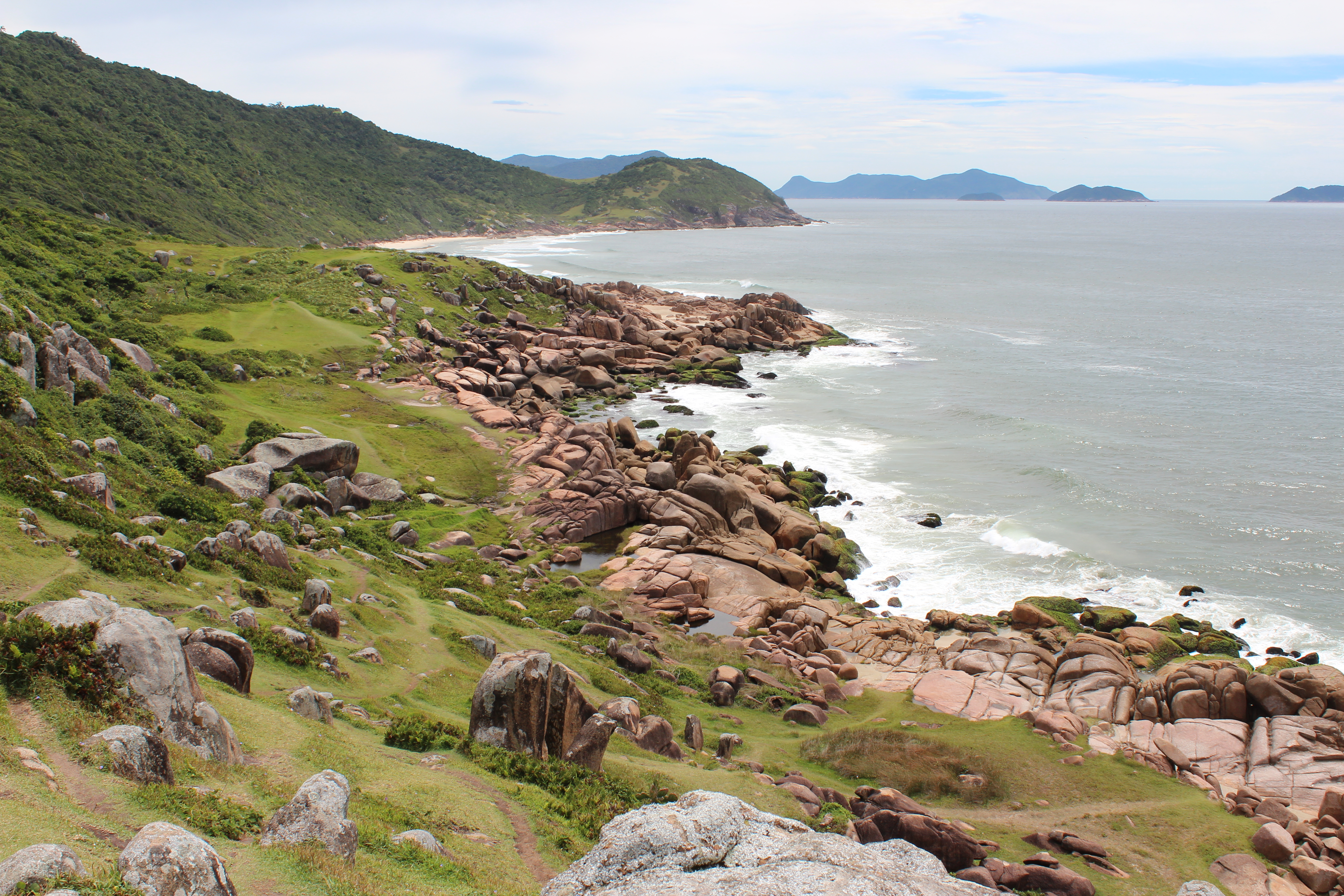